# I Adapt
I Adapt est un groupe islandais de punk hardcore. Il est formé en 2001 et séparé en 2008, donnant un dernier concert en 2012.

## Histoire
Le groupe est formé au début de 2001 et son premier concert a lieu peu de temps après aux côtés du groupe Forgarður hölðis pour ses 10 ans. Le groupe fait plusieurs tournées européennes, principalement au Royaume-Uni, mais les deux dernières tournées se sont déroulées sur la côte est des États-Unis.
En 2007, I Adapt sort son dernier album en date, Chainlike Burden, ainsi que son EP From Town to Town,. Le groupe annonce à la fin de 2007 son intention d'arrêter et que le dernier concert du groupe serait très probablement le 6 décembre 2007 au Monitor's Upswing Night. Cependant, le dernier concert de I Adapt a lieu en février 2008 au Hellinum, TÞM. Peu de temps après, Birkir et Arnar Már rejoignent le groupe Celestine, où Birkir reprend la batterie, et Arnar reste à la basse. I Adapt se réunit pour jouer au Eistnaflug 2012 et n'a pas donné de concert depuis.
Icelandic Grapevine inclut I Adapt dans sa liste des « meilleurs groupes que personne ne connaît ».

## Membres

### Derniers membres
- Birkir Viðarson (Birkir) - chant
- Ingi Þór Pálsson (Ingi) - guitare
- Erling Páll Karlsson (Elli) - batterie
- Arnar Már Ólafsson (Addi) - basse
- Joseph Cosmo Muscat (Jobbi) - guitare

### Anciens membres
- Björgvin Ivar Baldursson (Bjöggi) - guitare
- Freyr Garðarsson (Freysi) - guitare
- Axel Wilhelm Einarsson (Saxe) - guitare
- Vilhelm Vilhelmsson (Villi) - basse, chœurs
- Björn Stefánsson (Bjössi) - batterie
- Smári Tarfur Jósepsson (Smári) - batterie
- Valur Guðmundsson (Valur) - batterie
- Ólafur Arnalds (Óli) - batterie

## Discographie

### Albums studio
- 2002 : Why Not Make Today Legendary
- 2003 : Sparks Turn to Flames
- 2004 : No Pasaran
- 2007 : Chainlike Burden

### Album live
- 2001 : The Famous Three

### EP et split
- 2007 : I Roast My Marsmallows in Church Fire  (split avec The Neon Hookers)
- 2007 : From Town to Town